# St. Antonius (Herzfeld)

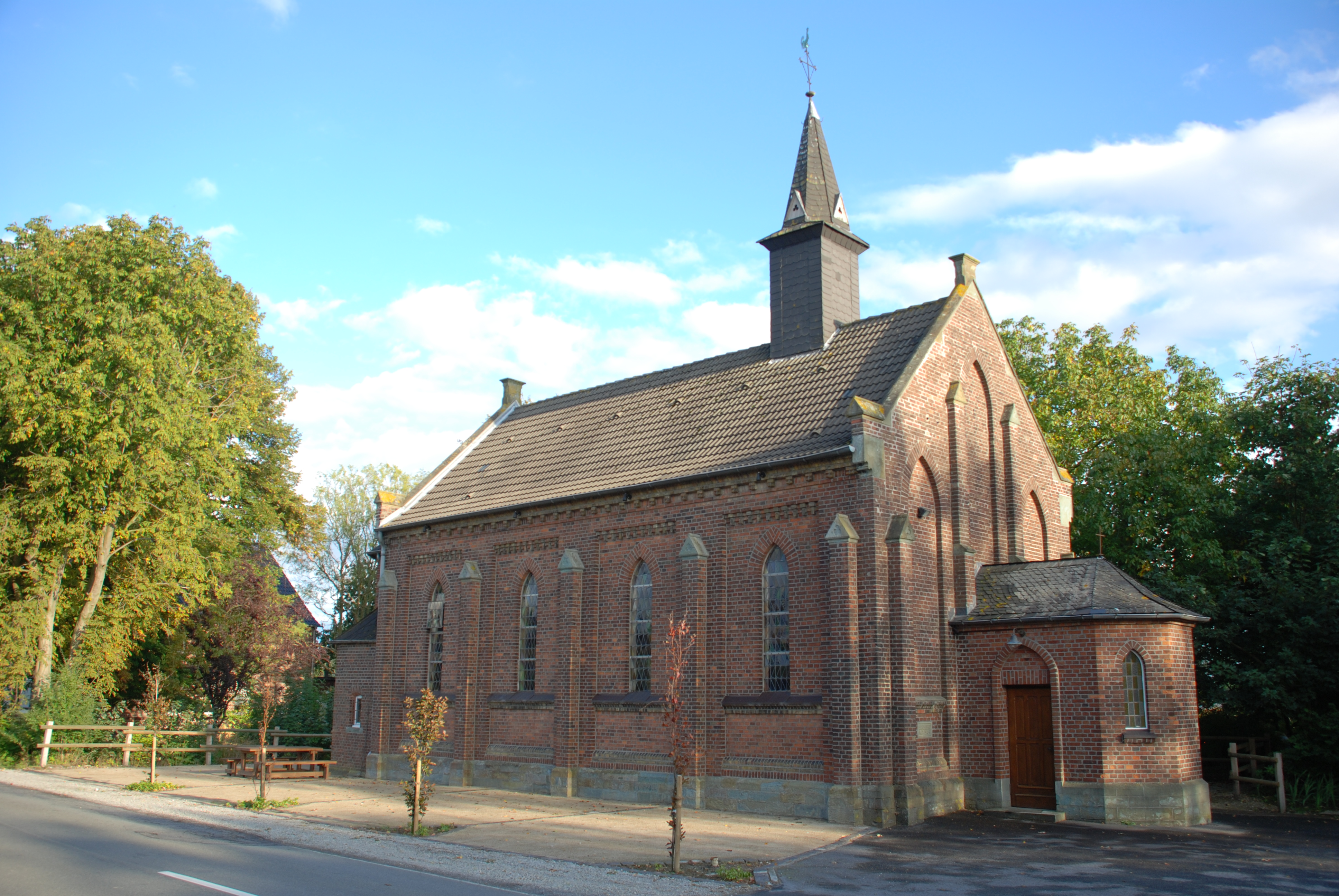
St. Antoniuskapelle

Die katholische Kapelle St. Antonius ist ein denkmalgeschütztes Kirchengebäude in der Rassenhöveler Straße 3 in Herzfeld, einem Dorf in der Gemeinde Lippetal im Kreis Soest (Nordrhein-Westfalen).

## Geschichte und Architektur
Der Vorgängerbau von 1835 ging auf eine Pestkapelle des 14. Jahrhunderts zurück.
Der neugotische Backsteinbau zu vier Achsen, mit eingezogenem polygonal geschlossenen Chor, wurde laut Bezeichnung 1889 errichtet. Der polygonale Windfang im Westen wurde 1952 angebaut. Der Außenbau ist durch hohe Spitzbogennischen, Friese und schmale Wandvorlagen gegliedert. In den Innenraum wurde eine Balkendecke eingezogen. Bemerkenswert sind der neugotische, geschnitzte Altar und der steinerne Stipes. Er wurde 1955 aus der Pfarrkirche St. Ida inkorporiert und war ursprünglich der Aufbewahrungsort des Ida-Schreines.